# Slash's Snakepit
Slash's Snakepit fue un proyecto alterno del guitarrista de Guns N' Roses, Slash, formado en 1994. Compañeros suyos de Guns N' Roses, Matt Sorum (batería) y Gilby Clarke (guitarra rítmica), también fueron parte del proyecto. En el bajo estaba Mike Inez de Alice in Chains y Eric Dover (quien había tocado guitarra anteriormente en Jellyfish) era el vocalista principal.
Los compañeros de banda de Slash en Guns N' Roses, Teddy Andreadis y Dizzy Reed también aparecieron en las grabaciones tocando la armónica y el teclado respectivamente.

## Historia

### It's Five O' Clock Somewhere(1994 - 1998)
El álbum It's Five O' Clock Somewhere (son las cinco en punto en algún lugar) fue publicado en marzo de 1995 casi por accidente. Este título se da cuando Slash pide un whisky en una barra a las 10 de la mañana, mientras que el momento en el cual beber era legal eran las 5 de la tarde, el barman se lo da diciendo " I'ts Five O'Clock Somewhere " (son las cinco en algún lugar).
Slash y Sorum estaban ensayando en el estudio de la casa de Slash con mira en trabajar en material nuevo para Guns N' Roses. Este estudio era conocido como "The Snakepit" (El hoyo de la serpiente) debido al cariño que tenía el guitarrista con las serpientes, y a que el estudio estaba próximo a sus mascotas. Pronto, Gilby Clarke (guitarrista rítmico de Guns en aquella época) los estaba acompañando y contribuyendo con ideas. Los músicos grabaron las canciones como demo, con Slash aparentemente doblando algunas partes de bajo. En algunos casos el entonces bajista de Guns N' Roses Duff McKagan también contribuía con ideas y tiene crédito de haber coescrito "Beggars & Hangers-On".
Según Axl Rose, en una entrevista con MTV en 1999, aquellas canciones fueron ofrecidas al resto de los integrantes de Guns N' Roses como una propuesta para el material futuro, pero fueron rechazadas por él.
Slash reclutó al bajista de Alice in Chains Mike Inez para completar la parte musical del grupo. El baterista de Gilby Clarke, Mark Danziesen, sugirió a Dover como vocalista y después de pasar una audición, se unió al quinteto para completar de grabar "It's 5 o'clock Somewhere". 
Hasta ese punto, Slash siempre se había publicado en contra de un álbum como solista, diciendo que no necesitaba uno mientras que Guns estuviera en acción. Promoviendo el álbum, se mantuvo pragmático al declarar que no era en "realidad" un álbum como solista, solo otra banda para mantenerse ocupado mientras Guns N' Roses estaba interrumpido. También dijo que él quería que la banda se llamara simplemente "Snakepit", pero que la discográfica insistió en que se le adicionara su nombre para ayudar a incrementar las ventas. Por lo tanto quedó "Slash's Snakepit". 
Con un título sacado de un comentario de una azafata, ilustraciones proporcionadas por el hermano de Slash, Ash Hudson, el álbum fue lanzado en marzo de 1995 durante un periodo muerto de Guns N' Roses.

### Ain't Life Grand(1998 - 2001)
Frustrado con la inactividad de Guns N' Roses, y los movimientos erráticos de Axl, no sin mencionar la presión de Geffen para promover el álbum, un tour de seis meses fue organizado. Clarke, Slash y Dover fueron los únicos miembros que grabaron que emprendieron el tour, con Inez comprometido a Alice in Chains, y Matt Sorum aceptando quedarse como compromiso, para aplacar al furioso Axl, quien vio en el proyecto alterno un acto de desafío del guitarrista líder (Gilby ya habio sido expulsado de la banda en este punto). James Lomenzo & Brian Tichy los remplazaron, para el tour.
Después de acabada la gira, el grupo se separó, ya que era - después de todo - solo un proyecto alterno de todos los involucrados.
Eric Dover fue a formar Imperial Drag con el pianista de Jellyfish, Roger Manning, Slash volvió con Guns N' Roses y Clarke grabó más álbumes como solista. 
En 1996, sin embargo, Slash se retiró de Guns aduciendo una incapacidad de continuar trabajando con Rose (McKagan y Sorum se salieron al año siguiente) y fue en la busca de varios proyectos - incluida la banda de covers, de bandas de jam, "Slash's Blues Ball".
El año 2000 vio más grabaciones y presentaciones en vivo para Snakepit, pero con una formación totalmente nueva (excepto por Slash). La banda sacó Ain't Life Grand en octubre de 2000, que además de Slash en la guitarra líder, ofrecía a Rod Jackson como vocalista, Johnny Griparic en el bajo, Matt Laug en la batería y Ryan Roxie en la guitarra. Keri Kelli remplazaría a Ryan Roxie. Después de hacer una gira para promocionar el álbum, Slash de nuevo acabó con Snakepit.
Slash anunció que no volverá a reformar Snakepit.

## Miembros
Miembros
- Slash
- Rod Jackson
- Johnny Griparic
- Matt Laug
- Keri Kelli

Miembros anteriores
- Matt Sorum
- Gilby Clarke
- Eric Dover
- Mike Inez
- Ryan Roxie
- Teddy Andreadis
- Dizzy Reed

## Discografía
- It's Five O'Clock Somewhere (1995)
- Ain't Life Grand (2000)

- Datos: Q849877
- Multimedia: Slash's Snakepit / Q849877